# Alchemilla vranicensis
Alchemilla vranicensis é uma espécie de rosácea do gênero Alchemilla, pertencente à família Rosaceae.